# Jim Brown
Jim Brown (anglès: James Nathaniel Brown)  (St. Simons, 17 de febrer de 1936 - Los Angeles, 18 de maig de 2023) va ser un jugador de futbol americà, activista dels drets civils i actor. Va jugar als Cleveland Browns de la National Football League (NFL) des de 1957 fins a 1965. Considerat un dels millors corredors de tots els temps, així com un dels jugadors més grans de la història de la NFL, Brown va ser convidat al Pro Bowl cada temporada que va estar a la lliga, va ser reconegut com el jugador més valuós de l'AP NFL en tres ocasions, i va guanyar un campionat de la NFL amb els Browns el 1964. Va liderar la lliga en iardes per terra en vuit de les seves nou temporades i, quan es va retirar, tenia la majoria de rècords importants de carrera. El 2002, va ser nomenat per The Sporting News com el millor jugador de futbol professional de la història.
Brown va guanyar honors unànimes d'All-America jugant a futbol universitari a la Universitat de Syracuse, on va ser un jugador complet per a l'equip de futbol Syracuse Orangemen. Més tard, l'equip va retirar la seva samarreta número 44 i va ser inclòs al Saló de la Fama del Futbol Universitari l'any 1995. També és considerat com un dels millors jugadors de lacrosse de tots els temps, i el premi MVP de la Premier Lacrosse League rep el seu nom en el seu honor. Brown també va destacar en bàsquet i en atletisme de pista i camp.
A llarg de la seva carrera professional, Brown va carregar la pilota 2.359 vegades al llarg de 12.312 iardes per terra i 106 touchdowns, fites que en el moment de retirar-se estaven considerats com els rècords del moment. Va fer una mitjana de 104,3 iardes per joc i és l'únic jugador de la història de la NFL que ha fet una mitjana de més de 100 iardes per joc durant la seva carrera. Brown va ser consagrat al Pro Football Hall of Fame el 1971. Va ser nomenat als equips de tots els temps del 50è, 75è i 100è aniversari de la NFL, formats pels millors jugadors de la història de la NFL. Brown va ser homenatjat al Campionat Nacional de Playoffs de futbol universitari 2020 com el millor jugador de futbol universitari de tots els temps. La seva samarreta número 32 va ser retirada pels Browns.
Poc abans del final de la seva carrera futbolística, Brown es va convertir en actor. Es va retirar en el punt àlgid de la seva carrera futbolística per seguir una carrera cinematogràfica. Va obtenir 53 crèdits d'actuació i diversos papers principals al llarg de la dècada de 1970. Ha estat descrit com el primer heroi d'acció negra de Hollywood i el seu paper a la pel·lícula de 1969 100 Rifles va fer història cinematogràfica per presentar escenes d'amor interracial.
Brown va ser un dels pocs atletes, i entre els afroamericans més destacats, a parlar sobre qüestions racials a mesura que el moviment dels drets civils creixia als anys cinquanta. Va participar en la Cimera de Cleveland després que Muhammad Ali s'enfrontés a l'empresonament per negar-se a entrar en l' esborrany de la Guerra del Vietnam, i va fundar la Unió Econòmica Negra per ajudar a promoure oportunitats econòmiques per a les empreses de propietat minoritària. Brown va llançar més tard una fundació centrada a desviar els joves en risc de la violència a través d'ensenyar-los habilitats per a la vida, a través de les quals va facilitar la treva de Watts entre bandes rivals de carrer a Los Angeles.

## Carrera esportiva
Va jugar per als Cleveland Browns de la NFL per nou anys, de 1957 a 1965. També va deixar la seva marca com a actor i activista social. El 2002, va ser nomenat per The Sporting News com el més gran jugador de futbol americà a la història. Va ser un jugador amateur de lacrosse a la Universitat de Syracuse de 1954 a 1956. Va ser integrant de l'equip All-America del futbol americà. Va ser seleccionat en la primera ronda del draft de 1957 per l'equip dels Cleveland Browns. En les nou temporades que va participar amb els Cleveland Browns, va establir totes les marques de iardes corregudes i combinades de la NFL, les quals van romandre intactes fins a 1984.
Després de retirar-se de l'activitat esportiva, es va tornar actor de cinema. Va ser seleccionat al Saló de la Fama del Futbol Americà Professional en 1971. L'any 1999, The Sporting News va classificar Rice en primer lloc a la seva llista dels "100 millors jugadors de futbol". El 2010, va ser escollit per la producció de NFL Films de NFL Network The Top 100: NFL's Greatest Players com a segon millor jugador de la història de la NFL després de Jerry Rice.

## Estadístiques de carrera de la NFL
| Llegenda | Llegenda                          |
| -------- | --------------------------------- |
|          | MVP de l'AP NFL                   |
|          | Va guanyar el campionat de la NFL |
|          | Rècord de la NFL                  |
|          | Va liderar la lliga               |
| Negreta  | Punt més alt de la carrera        |

### Temporada regular

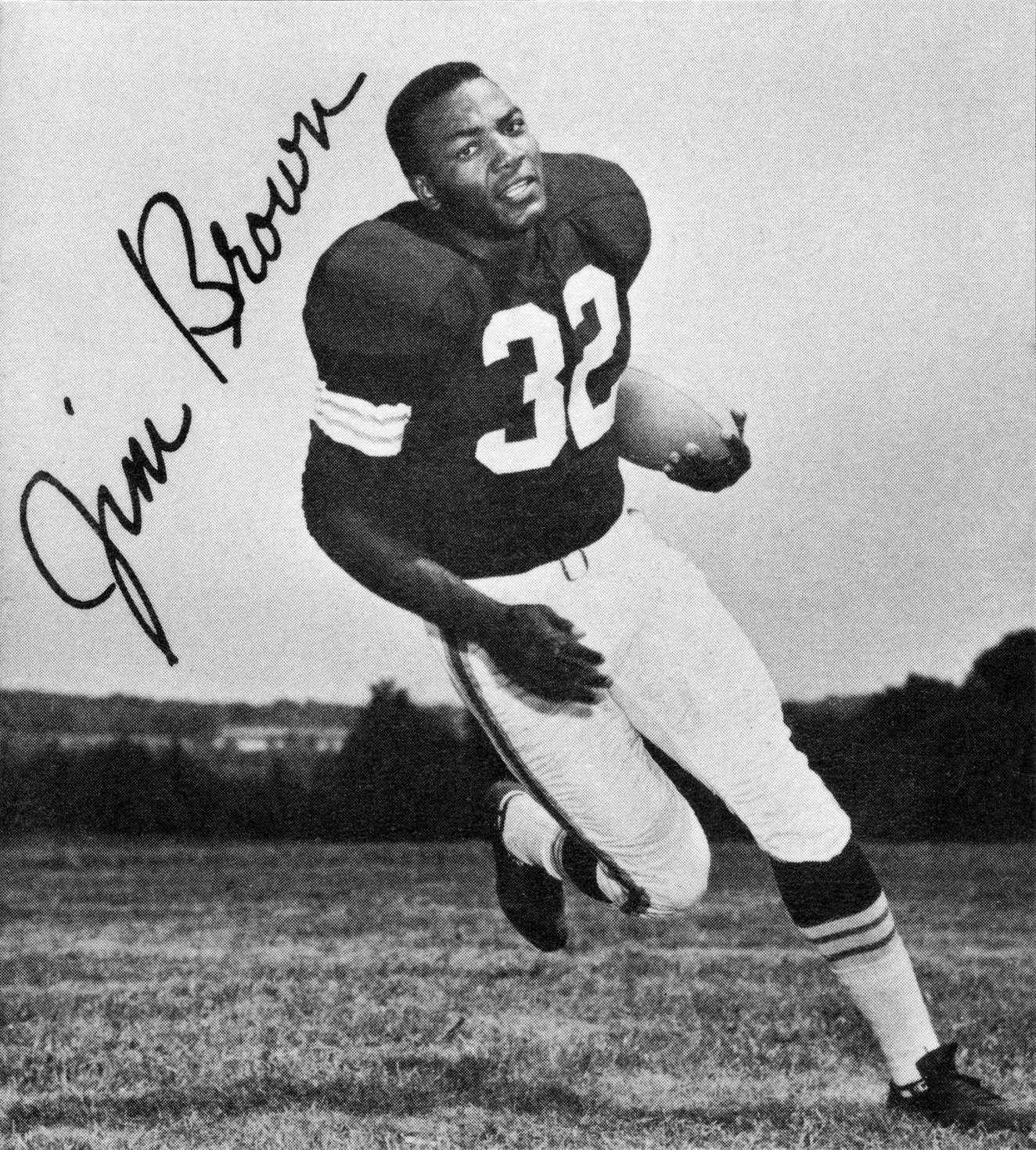
Brown el 1961

| Any    | Equip  | Partits | Partits | Carrera | Carrera | Carrera | Carrera | Carrera | Carrera | Carrera | Recepció | Recepció | Recepció | Recepció | Recepció | Fum |
| Any    | Equip  | GP      | GS      | Att     | Yds     | Y/A     | Y/G     | A/G     | Lng     | TD      | Rec      | Yds      | Y/R      | Lng      | TD       | Fum |
| ------ | ------ | ------- | ------- | ------- | ------- | ------- | ------- | ------- | ------- | ------- | -------- | -------- | -------- | -------- | -------- | --- |
| 1957   | CLE    | 12      | 12      | 202     | 942     | 4.7     | 78.5    | 16.8    | 69      | 9       | 16       | 55       | 3.4      | 12       | 1        | 7   |
| 1958   | CLE    | 12      | 12      | 257     | 1,527   | 5.9     | 127.3   | 21.4    | 65      | 17      | 16       | 138      | 8.6      | 46       | 1        | 5   |
| 1959   | CLE    | 12      | 12      | 290     | 1,329   | 4.6     | 110.8   | 24.2    | 70      | 14      | 24       | 190      | 7.9      | 25       | 0        | 2   |
| 1960   | CLE    | 12      | 12      | 215     | 1,257   | 5.8     | 104.8   | 17.9    | 71      | 9       | 19       | 204      | 10.7     | 37       | 2        | 9   |
| 1961   | CLE    | 14      | 14      | 305     | 1,408   | 4.6     | 100.6   | 21.8    | 38      | 8       | 46       | 459      | 10.0     | 77       | 2        | 6   |
| 1962   | CLE    | 14      | 14      | 230     | 996     | 4.3     | 71.1    | 16.4    | 31      | 13      | 47       | 517      | 11.0     | 53       | 5        | 9   |
| 1963   | CLE    | 14      | 14      | 291     | 1,863   | 6.4     | 133.1   | 20.8    | 80      | 12      | 24       | 268      | 11.2     | 83       | 3        | 7   |
| 1964   | CLE    | 14      | 14      | 280     | 1,446   | 5.2     | 103.3   | 20.0    | 71      | 7       | 36       | 340      | 9.4      | 40       | 2        | 6   |
| 1965   | CLE    | 14      | 14      | 289     | 1,544   | 5.3     | 110.3   | 20.6    | 67      | 17      | 34       | 328      | 9.6      | 32       | 4        | 6   |
| Career | Career | 118     | 118     | 2,359   | 12,312  | 5.2     | 104.3   | 20.0    | 80      | 106     | 262      | 2,499    | 9.5      | 83       | 20       | 57  |

### Post-temporada
| Any    | Equip  | Partits | Partits | Carrera | Carrera | Carrera | Carrera | Carrera | Carrera | Carrera | Recepció | Recepció | Recepció | Recepció | Recepció | Fum |
| Any    | Equip  | GP      | GS      | Att     | Yds     | Y/A     | Y/G     | A/G     | Lng     | TD      | Rec      | Yds      | Y/R      | Lng      | TD       | Fum |
| ------ | ------ | ------- | ------- | ------- | ------- | ------- | ------- | ------- | ------- | ------- | -------- | -------- | -------- | -------- | -------- | --- |
| 1957   | CLE    | 1       | 1       | 20      | 69      | 3.5     | 69.0    | 20.0    | 29      | 1       | 0        | 0        | —        | 0        | 0        | 0   |
| 1958   | CLE    | 1       | 1       | 7       | 8       | 1.1     | 8.0     | 7.0     | 20      | 0       | 2        | 18       | 9.0      | 12       | 0        | 0   |
| 1964   | CLE    | 1       | 1       | 27      | 114     | 4.2     | 114.0   | 27.0    | 46      | 0       | 3        | 37       | 12.3     | 23       | 0        | 0   |
| 1965   | CLE    | 1       | 1       | 12      | 50      | 4.2     | 50.0    | 12.0    | 15      | 0       | 3        | 44       | 14.7     | 30       | 0        | 0   |
| Career | Career | 4       | 4       | 66      | 241     | 3.7     | 60.3    | 16.5    | 46      | 1       | 8        | 99       | 12.4     | 30       | 0        | 0   |

## Filmografia
| Any  | Títol                                   | Paper               | Notes       |
| ---- | --------------------------------------- | ------------------- | ----------- |
| 1964 | Rio Conchos                             | Sgt. Franklyn       | Primer film |
| 1967 | Els dotze del patíbul (The Dirty Dozen) | Robert Jefferson    |             |
| 1968 | Dark of the Sun                         | Ruffo               | Principal   |
| 1968 | Estació polar Zebra (Ice Station Zebra) | Capt. Leslie Anders |             |
| 1968 | The Split                               | McClain             | Principal   |
| 1969 | Riot                                    | Cully Briston       | Principal   |
| 1969 | 100 Rifles                              | Lyedecker           | Principal   |
| 1969 | The Grasshopper                         | Tommy Marcott       |             |
| 1969 | Kenner                                  | Roy Kenner          | Principal   |
| 1970 | ... tick ... tick ... tick ...          | Jimmy Price         | Principal   |
| 1970 | El còndor (El Condor)                   | Luke                | Principal   |
| 1972 | Slaughter                               | Slaughter           | Principal   |
| 1972 | Black Gunn                              | Gunn                | Principal   |
| 1973 | Slaughter's Big Rip-Off                 | Slaughter           | Principal   |
| 1973 | The Slams                               | Curtis Hook         | Principal   |
| 1974 | I Escaped from Devil's Island           | Le Bras             | Principal   |
| 1974 | Three the Hard Way                      | Jimmy Lait          | Principal   |
| 1975 | Take a Hard Ride                        | Pike                | Principal   |
| 1977 | Vengeance                               | Isaac               | Principal   |
| 1978 | Fingers                                 | Dreems              |             |
| 1978 | Pacific Inferno                         | Clyde Preston       | Principal   |
| 1982 | One Down, Two to Go                     | J                   | Principal   |
| 1985 | Lady Blue                               | Stoker              |             |
| 1987 | Perseguit (The Running Man)             | Fireball            |             |
| 1988 | I'm Gonna Git You Sucka                 | Slammer             |             |
| 1989 | L.A. Heat                               | Capità              |             |
| 1989 | Crack House                             | Steadman            |             |
| 1990 | Killing American Style                  | Sunset              |             |
| 1990 | Twisted Justice                         | Morris              |             |
| 1990 | Hammer, Slammer, & Slade                | Slammer             |             |
| 1992 | The Divine Enforcer                     | King                |             |
| 1996 | Original Gangstas                       | Jake Trevor         |             |
| 1996 | Mars Attacks!                           | Byron Williams      |             |
| 1998 | He Got Game                             | Spivey              |             |
| 1998 | Small Soldiers                          | Butch Meathook      | Veu         |
| 1999 | New Jersey Turnpikes                    | Desconegut          |             |
| 1999 | Any Given Sunday                        | Montezuma Monroe    |             |
| 2002 | On the Edge                             | Chad Grant          |             |
| 2004 | She Hate Me                             | Geronimo Armstrong  |             |
| 2004 | Sucker Free City                        | Don Strickland      |             |
| 2005 | Animal                                  | Berwell             |             |
| 2006 | Sideliners                              | Monroe              |             |
| 2010 | Dream Street                            | Desconegut          |             |
| 2014 | Draft Day                               | D'ell mateix        |             |